# Sven Maresch
Sven Maresch, (* 19. leden 1987 v Erfurtu, Německá demokratická republika) je německý zápasník – judista.

## Sportovní kariéra
S judem začínal v rodném Erfurtu pod vedením Jury Scholze. V juniorském věku se přesunul do Berlína, kde spolupracuje s řadou významných východoněmeckých judistů v čele s Detlefem Ultschem. V seniorské reprezentaci se začal pohybovat od roku 2008 jako sekundant tehdejší německé jedničky Ole Bischofa. V roce 2011 pozici olympijského vítěze Bischofa vážně ohrožoval, ale v olympijském roce 2012 situaci psychicky neustál (téměř každý den se jeho soboj o Londýn s Bischofem probíral v médiích). Na únorovém domácím Grand Prix v Düsseldorfu, vypadl v prvním kole a jen přihlížel jak Bischof v turnaji vítězí. Na svojí olympijskou premiéru si počkal do roku 2016, kdy uhájil nominaci na olympijské hry v Riu před dotírajícím Alexandrem Wieczerzakem. Naději na dobrý výsledek mu však vzal hned v úvodním kole Sergiu Toma reprezentující Spojené arabské emiráty.
Sven Maresch je pravoruký, podsaditý judista, jeho osobní technika je ippon seoi-nage prováděné na levou stranu.

### Vítězství
- 2010 – 2x světový pohár (Abú Zabí, Řím)
- 2011 – 1x světový pohár (Moskva)
- 2013 – 1x světový pohár (Moskva)
- 2014 – 1x světový pohár (Samsun)

## Výsledky
| Olympijské hry     |    |    |   | —   |    |     |     | — |     |     |     | úč. |  |  |  |  |  |  |  |  |  |  |  |  |  |
| Mistrovství světa  | —  |    | — |     | —  | —   | úč. |   | úč. | úč. | úč. |     |  |  |  |  |  |  |  |  |  |  |  |  |  |
| Evropské hry       |    |    |   |     |    |     |     |   |     |     | 5.  |     |  |  |  |  |  |  |  |  |  |  |  |  |  |
| Mistrovství Evropy | —  | —  | — | úč. | —  | úč. | úč. | — | úč. | 3.  | 5.  | úč. |  |  |  |  |  |  |  |  |  |  |  |  |  |
| ME do 23 let       | —  | —  | — | 2.  | 1. |     |     |   |     |     |     |     |  |  |  |  |  |  |  |  |  |  |  |  |  |
| MS juniorů         |    | 5. |   |     |    |     |     |   |     |     |     |     |  |  |  |  |  |  |  |  |  |  |  |  |  |
| ME juniorů         | 5. | 1. |   |     |    |     |     |   |     |     |     |     |  |  |  |  |  |  |  |  |  |  |  |  |  |